# ラーマ3世
ラーマ3世（タイ語: รัชกาลที่ ๓）は、チャクリー王朝の第3代のシャム国王。ナンクラオや、チェーサダーボーディン（タイ語: เจษฎาบดินทร์, ラテン文字転写: Jessadabodindra）の名で呼ばれる。『清史稿』は鄭福、『大南寔録』は沙多鋪丁（Sa Đa Phố Đinh）と呼ばれる。
50バーツ紙幣の裏面に肖像が使用されている。

## 生涯

### 王子時代
ラーマ1世の統治下、その初孫としてバンコクの王宮に生まれた。幼名はタップ。父親はイッサラスントーン王子（のちのラーマ2世）で母親はリアム（後のクロムソムデットプラ・スラーライ）である。
物心つく頃から祖父と父親に戦場につれられており、帝王学などはこのなかで身につけていったと考えられている。ラーマ1世が崩御し父親のイッサラスントーンが王位につくと、タークシンの息子であるカサットラーヌチット王子が反乱を起こした。このときタップ王子はカサットラーヌチット王子を討伐する役を与えられ、成功した。このとき、クロムムアン・チェーサダーボーディンという官名を得た。

### 即位
37歳の時にラーマ2世は重病にかかって死去した。王位継承権はモンクット王子（のちのラーマ4世）にあったが、モンクットは僧侶であり、学問に没頭していた。一方でタップは多くの公官庁での勤務を経験しており、ラーマ2世の晩年には事実上、王務を代行していた。このことから王位継承に関して王宮内で意見が分かれたが、投票が行われタップが王位を継承することとなった。
即位に際して、ラーマ3世はそれまでラーマ1世を「最初の治世様」、ラーマ2世を「中期の治世様」と呼んでいたのを廃止し、それぞれに「プッタヨートファーチュラーローク」、「プッタルートラーナパーライ」という諡号を贈った。これはラーマ3世が「最後の治世様」と呼ばれるおそれがあったためである。当時はこのようなことには厄があると考えられていた。
即位の後に与えられた儀式的な名前は以下の通りである。
ソムデットプラボーロマラーチャーティラートラーマーティボーディー・シーシントーンボーロママハーチャックラパッディラーチャーティボーディン・トーラニンタラーティラート・ラッタナーカーサパーソックラウォン・オンパラマーティベート・トリープーワネートラウォーラナーヨック・ディロッカラッタナラーチャチャートアーチャーワサイ・サムッタイカローモン・サコンチャックラワーラーティメン・スリイェンタラーティボーディン・ハリハリンタラーターダーティボーディー・シースウィブーン・クンアッカニット・リッティラーメースワラマハン・ボーロマタンミカラーティラート・デーチョーチャイ・プロムテーパーディテープナルボーディー・プーミントーンパラマティベート・ロークチェータウィスット・ラッタナモンクットプラテーサカター・マハープッターンクーン・ボーロマボーピット・プラプッタチャオユーフワ
สมเด็จพระบรมราชาธิราชรามาธิบดี ศรีสินทรบรมมหาจักรพรรดิราชาธิบดินทร์ ธรณินทราธิราช รัตนากาศภาศกรวงศ์ องค์ปรมาธิเบศร์ ตรีภูวเนตรวรนายก ดิลกรัตนราชชาติอาชาวศรัย สมุทัยคโรมนต์ สกลจักรวาลาธิเมนทรต์ สุริเยนทราธิบดินทร์ หริหรินทราธาดาธิบดี ศรีสุวิบูลย์ คุณอกณิฐ ฤทธิราเมศวรมหันต์ บรมธรรมิกราชาธิราช เดโชไชย พรหมเทพาดิเทพนฤบดินทร์ ภูมินทรปรมาธิเบศร์ โลกเชฐวิสุทธิ์ รัตนมงกุฏประเทศคตา มหาพุทธางกูร บรมบพิตร พระพุทธเจ้าอยู่หัว
即位の後、清朝はタップをラーマ2世の正式な相続者として承認したが、タークシンの血を引く跡取りであると勘違いしていたため、その親書では鄭福と表記されていた。

### 治世
ラーマ3世は27年間の在位の間に対清貿易で莫大な利益を収めていた。この利益を赤い袋に入れて寝所に保管した。このお金は「赤袋の金」とよばれ、ラーマ3世は「外国から攻撃され領土を失った場合、これで買い戻す」としてこの赤袋を大切にした。
一方で軍備の増強にも力を入れた。当時はビルマのコンバウン王朝がイギリスの侵攻にあえいでいる最中であったため、この兵力を用いてベトナム勢力の進入をくい止めることは容易であった。同時にカンボジアの西部に侵攻しその領土をものにしている。またラオスのヴィエンチャン王国ではアヌウォン王がシャムに対して反旗を翻したのでこれを討伐したりもしている。

## 人物
ラーマ3世は信心深い国王としても知られる。仏日には功徳のため貧困層の人民に食料を配給したり、動物を人間の手から解放したりした（タイでよく行われる功徳）。また50以上の寺院を建立・修繕した。
父王ラーマ2世譲りの詩人で文人としても有名であり、ラーマ2世らとともに叙事詩『クン・チャーン＝クン・ペーン』などの著作も行っている。また、ラーマ3世の治世には戦乱が減ったため世の中の安定によってインフラの整備を精力的に行うことができた。そのためラーマ3世までを「チャクリー王朝の建設期」とされる。

## 家族
ラーマ3世は総勢51人の子孫を残したが、その中でも男の子供であり、王族籍を剥奪されなかったことでその子孫が創設した「氏族」には以下の13家がある（括弧内は始祖であり、ラーマ3世の息子に当たる）。
- シリウォン家（マータヤーピタック王子）
- コーメーン家（チェーターティベーン王子）
- カネーチョーン家（アマレーンタラボーディン王子）
- ゴーンロット家（ゴーンロット王子）
- ラダーワン家（プーミンタラパックディ王子）
- チュムサーイ家（ラーチャシーハウィックロム王子）
- ピヤーコーン家（ピアック王子）
- ウライポン家（アドゥンラヤラックサナソムバット王子）
- オーラノップ家（ウドムラッタナラーシー王子）
- ラムヨーン家（ラムヨーン王子）
- スバン家（プーワナイナルベーントラーティバーン王子）
- シンハラー家（ボーディンタラパイサーンソーポップ王子）
- チョムプーヌット家（チャルーンポンプーンサワット王子）